# Southchurch
Southchurch – dzielnica miasta Southend-on-Sea, w Anglii, w Esseksie, w dystrykcie (unitary authority) Southend-on-Sea. W 2011 osada liczyła 9 710 mieszkańców. Southchurch jest wspomniana w Domesday Book (1086) jako Sudcerca.